# جوش بيري
جوش بيري (بالإنجليزية: Josh Perry)‏ هو لاعب دوري الرغبي أسترالي، ولد في 4 فبراير 1981 في نيوكاسل في أستراليا.